# Nel cuore di Amsterdam
Nel cuore di Amsterdam è il DVD video della registrazione del concerto tenuto da Paolo Conte nel 1988 al Royal Theatre Carré di Amsterdam.
Testi e musiche sono di Paolo Conte.

## Tracce
1. Diavolo rosso
2. Hesitation
3. La ricostruzione del Mocambo
4. La negra
5. Max
6. Sotto le stelle del jazz
7. Lo zio
8. Jimmy ballando
9. Via con me
10. Chiunque
11. Dancing
12. Gli impermeabili
13. Azzurro